# Dimercaptoisotrithion
Dimercaptoisotrithion (Kurzbezeichnung: DMIT) ist ein Ion, das ein intensiv rotes Dinatriumsalz bildet. Es entsteht bei der Reaktion von überschüssigem Schwefelkohlenstoff mit Natrium in Dimethylformamid als Lösungsmittel.
Das Molekül besteht aus einem Heterocyclus, der zwei Schwefelatome enthält (Dithiol, siehe Hantzsch-Widman-System), einer Thiongruppe S=C sowie zwei anionischen Thiolat („Mercapto“)-Gruppen.
Dimercaptoisotrithion wurde 1979 von Steimecke beschrieben und gehört als leicht zugängliches Dithiolat zur Gruppe der Dithiol („Dimercapto“)-Liganden (Anmerkung: Hier ist nicht der Heterocyclus Dithiol gemeint!).
Seine Isolierung erfolgt durch Umsetzung mit Zinksalzen in Gegenwart von Tetraethyl- oder anderen Tetraalkylammoniumsalzen als in Wasser schwer lösliches, gegenüber Luftsauerstoff stabiles (NR4)2 [Zn(DMIT)2]. Dieses dient als Lagerform von Dimercaptoisotrithion und reagiert ähnlich wie Letzteres mit Nucleophilen zu den entsprechenden Isotrithion-Derivaten. 
Dimercaptoisotrithion und (NR4)2 [Zn(DMIT)2] können in Tetrathiafulvalene und andere schwefelreiche Heterocyclen umgewandelt werden.
Das Dimercaptoisotrithion-Ion lagert sich in Dimethylformamid gelöst ab 120 °C in das stabilere Dimercaptotrithion-Ion (Kurzbezeichnung: DMT; 1,3-Dithiol-2-thion-4,5-dithiolat) um.